# Drackenstein
Drackenstein è un comune tedesco di 431 abitanti, situato nel land del Baden-Württemberg.